# Ulrich Fleischer
Ulrich Fleischer (* 16. Juli 1910 in Posen; † 12. September 1978 in Hamburg) war ein deutscher Klassischer Philologe.

## Leben
Ulrich Fleischer studierte ab 1929 Klassische Philologie an der Berliner Universität. Dort beeinflusste ihn besonders der Dozent Karl Deichgräber, der ihn zur Beschäftigung mit der antiken Medizingeschichte anregte. Fleischer folgte Deichgräber 1936 an die Universität Marburg und wurde dort 1937 promoviert. Seine Dissertation erschien 1939.
Nach dem Studium arbeitete Fleischer zunächst als Hauslehrer. 1940 wurde er zum Kriegsdienst eingezogen. Nach vier Jahren an der Front und mehrmonatiger Gefangenschaft kehrte er im August 1945 zurück. Im November desselben Jahres erhielt er bei Bruno Snell in Hamburg eine Stelle als Mitarbeiter am Thesaurus Linguae Graecae. Daneben war er als Tutor und Lehrbeauftragter am Seminar für Klassische Philologie der Universität Hamburg tätig. Zum 1. Oktober 1947 wurde er zum wissenschaftlichen Mitarbeiter am Thesaurus ernannt. Ab dem 1. April 1954 war er wissenschaftlicher Angestellter. Die Universität Hamburg verlieh ihm am 27. Juli 1971 den Professorentitel.
Am Thesaurus Linguae Graecae war Fleischer anfangs mit dem Aufbau des Archivs und der Spezialbibliothek zu Homer und den griechischen Ärzten beschäftigt. Nach diesen Vorarbeiten wirkte er an zwei großen Vorhaben des Thesaurus mit: Das Lexikon des frühgriechischen Epos betreute er als Redaktor und gab dessen erste drei Lieferungen gemeinsam mit Bruno Snell heraus; beim Index Hippocraticus war er von 1949 bis 1957 und seit 1970 verantwortlicher Redakteur.